# Exit (фестиваль)
Exit — летний музыкальный фестиваль, который проводится в Петровардинской крепости, Нови-Сад, Сербия. Фестиваль был основан в 2000 году.

## История
Фестиваль был основан в 2000 году в Нови-Саде, Сербия, как студенческое движение за демократию и свободу Сербии и Балкан. После выборов в Югославии 2000 года фестиваль переместился из университетского парка в Петровардинскую крепость в том же городе в 2001 году.
Фестиваль дважды получал награду «Лучший крупный фестиваль» European Festival Awards в 2013 и 2017 годах соответственно. В 2007 году фестиваль был удостоен награды «Лучший европейский фестиваль» UK Festival Awards.
В разные годы на фестивале выступали такие крупные артисты, как Franz Ferdinand, Sex Pistols, Arctic Monkeys, The Cure, Duran Duran, Моби, The Prodigy, The Killers, Massive Attack, Давид Гетта и др.